# Dysidea granulosa
Dysidea granulosa är en svampdjursart som beskrevs av Patricia R. Bergquist 1965. Dysidea granulosa ingår i släktet Dysidea och familjen Dysideidae.
Artens utbredningsområde är havet kring Palau. Inga underarter finns listade i Catalogue of Life.